# Vídeňské inspirace české architektury 18. století

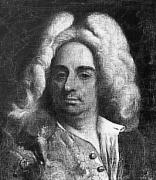
Johann Bernhard Fischer (1656–1723)

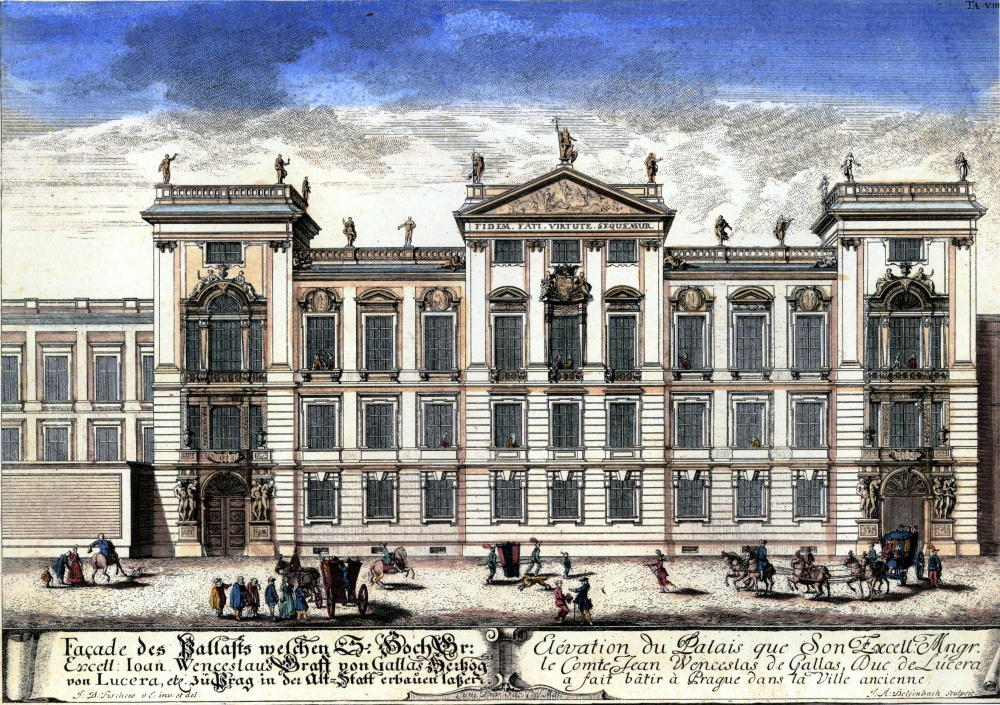
Čelní pohled na Clam-Gallasovský palác v Praze od architekta Jana Fischera z Erlachu. Tento pohled je v současné době zakryt pozdější zástavbou dnešní Karlovy ulice.

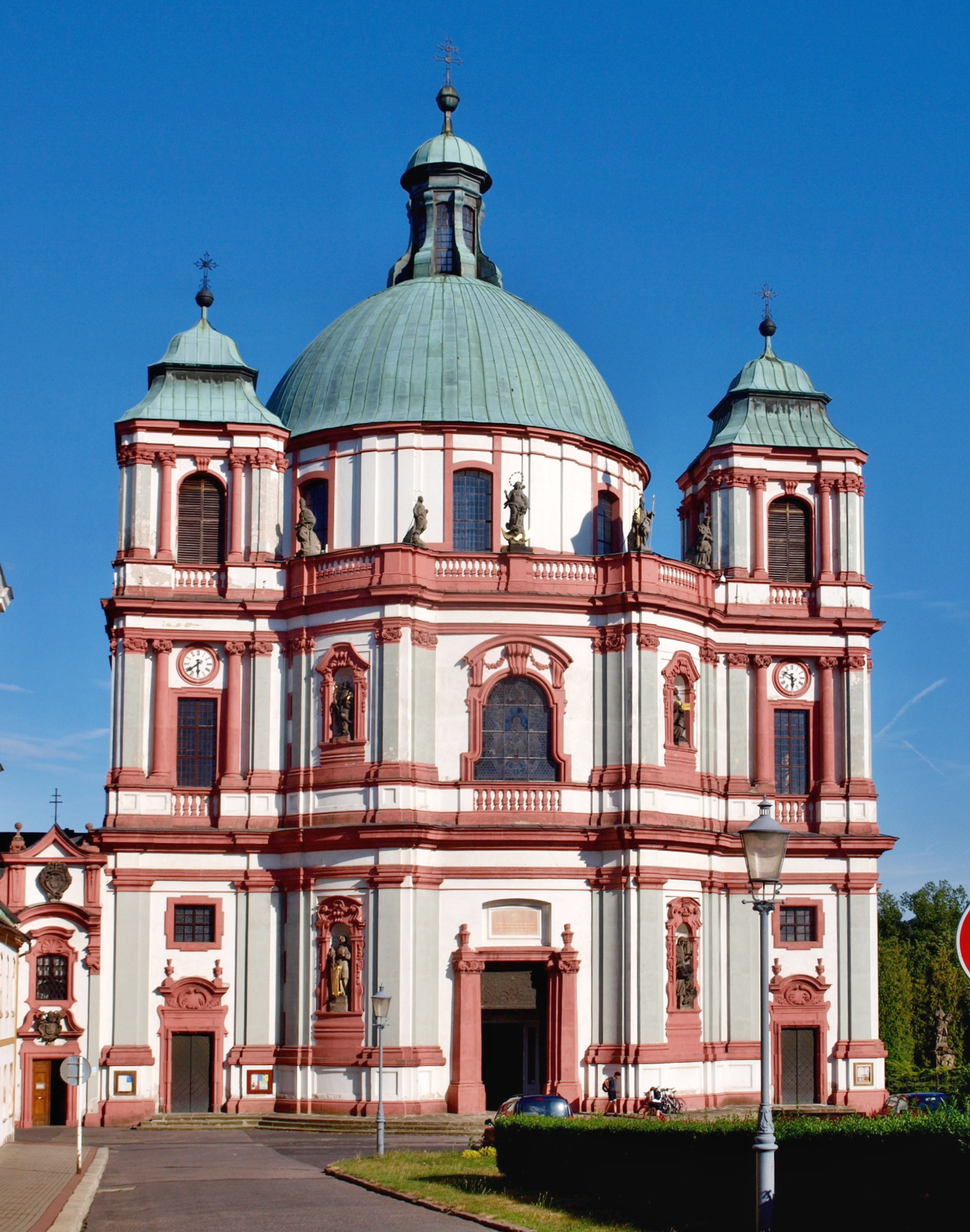
Basilica minor v Jablonném v Podještědí

Vídeňské inspirace české architektury 18. století je jev, spojený se jmény architektů Jana Fischera z Erlachu a Johanna Hildebrandta, který není dosud zcela objasněn. Byl to vznik vrcholné barokní architektury v českých zemích v době, kdy ještě nedosahovala celé své významnosti a jedinečnosti.

## Charakteristika
Tento jev se týká velké skupiny staveb postavených v českých zemích převážně vídeňskými architekty, na nichž je patrný nejen italský, ale také francouzský styl. Francouzský přínos do české architektury byla novinka, předtím v Čechách pracovali výhradně italští architekti na stavbách jako je Valdštejnský palác, Klementinum, Černínský palác a další. 
Francouzská klasicistní architektura byla přitažlivá pro imperiální ambice Vídně, která v době, kdy pominulo nebezpečí od Turků, nabývala postupně na významu v Habsburské monarchii i mimo ni.
Oba architekti, Hildebrandt i Fischer, byli inspirovaní sice italskou architekturou, avšak byli vnímaví i k architektuře Francie (François Mansart, Salomon de Brosse). V širším slova smyslu jde o příslušníky tzv. druhé generace tvůrců barokní architektury v Čechách, inspirované ze zdrojů mimo klasicistní, antizující Itálii (cizí českému cítění a způsobující fiasko architektury období české renesance).

## Příčiny tohoto jevu
- Do konce 17. století se Praha držela jako zemské středisko a Vídeň byla do roku 1683 architektonicky bezvýznamná kvůli nebezpečí od Turků.
- 1683 – zatlačování a odehnání Turků.
- Vídeň se stala hlavním městem, kde vznikaly první stavby Jana Fischera a Johanna Hildebrandta. V té době se ve Vídni ujala nová architektura – francouzský architektonický styl.
- Odtud vznikají další architektonické inspirace pro Prahu i celou střední Evropu.[2]

## Významné stavby
- Clam-Gallasovský palác od Jana B. Fischera z Erlachu,
- Poutní kostel (od roku basilica minor sv. Vavřince a sv. Zdislavy v Jablonném v Podještědí od Johanna Hildebrandta[4][2]

Mnoho staveb vzniklo též na Moravě.